# Liste d'auteurs de romans policiers
Cette page liste des écrivains qui ont écrit des romans policiers ou des romans s'apparentant au genre policier.

## Liste d'auteurs de romans policiers par pays

### Europe

#### Auteurs de langue française

##### A
- A. D. G. (1947-2004)
- Jacques Aeschlimann (1908-1975)
- David Agrech (1978-)
- Jean-Pierre Alem (1912-1995)
- Paul Alexandre (1917-2005)
- André Allemand (1927-)
- Bernard Alliot (1938-1998)
- Jacques-Pierre Amette (1943-)
- Pierre Apestéguy (1912-1972)
- Jean Amila (1910-1995)
- Frédéric Andréi (1959-)
- Paul Andréota (1917-2007)
- Jean-Pierre Andrevon (1937-)
- Emil Anton (-)
- Pierre Anzin (1891-1963)
- Aramon (1929-)
- Simon Arbellot (1897-1965)
- Ange Arbos (1897-1985)
- Roger d'Arjac (1903-1962)
- Dominique Arly (1915-2009)
- Marcel Arnac (1886-1931)
- André Arnaud (1923-2015)
- Georges-Jean Arnaud (1928-)
- Marc Arno (1937-)
- Alexis Aubenque (1970-)
- Yvan Audouard (1914-2004)
- Claude Aveline (1901-1992)
- Michel Averlant (1931-2015)
- Marc Avril (-)
- Marie Aycard (1794-1859)
- Ayerdhal (1959-2015)

##### B
- Olivier Bal (1979-)
- Patrick Bard (1958-)
- Georges Bardawil (1934-)
- Olivier Barde-Cabuçon (-)
- Jacques Bardin (1964-)
- Jean-Baptiste Baronian (1942-)
- Yves Barrec (1920-1984)
- Franz Bartelt (1949-)
- Pascal Basset-Chercot (1956-)
- Jean-Pierre Bastid (1937-)
- Maurice Bastide (1909-)
- Lilian Bathelot (1959-)
- Patrick Bauwen (1968-)
- Michel Bavasco (1892-1973)
- Bruno Bax (1906-1994)
- Georges Bayard (1918-2004)
- Georges Bayle (1918-)
- Jean Bazal (1907-)
- Louis-René Bazin (1892-1973)
- Robert Beauchamp (-)
- Jules Beaujoint (1830-1892)
- Michel Beauquey (1902-1980)
- Benoît Becker (-)
- Lakhdar Belaïd (1964-)
- Jean-Claude Belfiore (1955-)
- Frank Peter Belinda (1928-1981)
- Tonino Benacquista (1961-)
- Guillaume Benech (2000-)
- Laurent Bénégui (1959-)
- Abdel Hafed Benotman (1960-2015)
- André Benzimra (1931-)
- Mario Béraud (1879-1964)
- Alain Berenboom (1947-)
- André Berge (1902-1995)
- Michel Bernanos (1923-1964)
- Georges-Marie Bernanose (1898-1974)
- Gabriel Bernard (1885-1934)
- Tristan Bernard (1866-1947)
- Mathias Bernardi (1976-)
- Fernand Berset (1931-2011)
- Élie Berthet (1815-1891)
- Pierre Bertin (1928-)
- Nicolas Beuglet (1974-)
- André Besson (1927-2023)
- Joseph Bialot (1923-2012)
- Jean-Luc Bizien (1963-)
- Ewan Blackshore (1977-)
- Christian Blanchard (1959-)
- Sylvain Blanchot (1972-)
- Jacques Blois (1922-2010)
- Georges Blond (1906-1989)
- Gaston Boca (1903-2000)
- José-Louis Bocquet (1962-)
- Vladimir V. Bodiansky (1929-2018)
- Boileau-Narcejac (1906-1989 et 1908-1998)
- Albert Boissière (1866-1939)
- Lucien Boisyvon (1886-1967)
- Patrick Boman (1948-)
- Jean Bommart (1894-1979)
- Albert Bonneau (1898-1967)
- Jean Bonnefond (1921-)
- Jean Bonnery (1884-1969)
- Robert Borel-Rosny (1912-1998)
- R. & R. Borel-Rosny (1907-1993 et 1912-1998)
- Gilles Bornais (1958-)
- Paul Borrelli (1959-)
- Michel Bory (1943-)
- Nicolas Bouchard (1962-)
- Bernard Boudeau (1949-)
- Michel Boujut (1940-2011)
- François Boulay (1937-)
- Marc Boulet (1959-)
- Jean-Louis Bouquet (1898-1978)
- Jacques Bourderon (1934-)
- Jean Bourdier (1932-2010)
- Fabrice Bourland (1968-)
- Franck Bouysse (1965-)
- Pol Branden (1912-)
- Pierre Brasseur (1974-)
- M. G. Braun (1919-1984)
- Denis Bretin (1964-)
- Rodolphe Bringer (1871-1943)
- Thomas Bronnec (1976-)
- Thierry Brun (1964-)
- Serge Brussolo (1951-)
- Gwenaël Bulteau
- Yves Bulteau (1955-)
- Jean-Jacques Busino (1965-)

##### C
- Armand Cabasson (1970-)
- Pierre Caillet (1928-)
- René Cambon (1919-)
- Gérard Cambri (-)
- Thomas Cantaloube (1971-)
- Michel Carnal (1928-2008)
- Richard Caron (1933-1997)
- Jypé Carraud (1921-1999)
- Gérard Carré (1952-)
- Henri Catalan (1885-1962)
- Christian de Caters (1900-1981)
- Henry Cauvain (1847-1899)
- Patrick Cauvin (1932-2010)
- Erik J. Certön (1893-1981)
- Jacques Cézembre (1885-1949)
- Jean Ely Chab
- Jacques Chabannes (1900-1994)
- Antoine Chainas (1971-)
- Claude Chaliès (1933-1962)
- Laurent Chalumeau (1959-)
- André Charpentier (1884-1966)
- Marc Charuel
- René Charvin (1926-)
- Maxime Chattam (1976-)
- Louis Chavance (1907-1979)
- Eugène Chavette (1827-1902)
- Claude-François Cheinisse (1931-1982)
- Guillaume Cherel (1964-)
- Bertrand Chéron (1938-)
- Pierre Cherruau (1969-)
- Thierry Chevillard (1964-)
- Michel Chevron (1945-)
- Luc Chomarat (~1960-)
- Ben Choquet (1981-)
- Alexandre Civico (1971-)
- Alain Claret (1956-)
- Jules Claretie (1840-1913)
- Hugues G. Clary (1899-1968)
- Hervé Claude (1945-)
- Paul Clément (1943-)
- Jean-François Coatmeur (1925-2017)
- Fabrice Colin (1972-)
- Jean Contrucci (1939-)
- Hubert Corbin (1951-)
- Chris Costantini (1960-)
- Roger Couderc (1918-1984)
- Frédéric Coudron (1976-)
- Philippe Cougrand (1957-)
- Henri Coupon (1929-)
- Pierre Courcel (1923-2002)
- Claude Courchay (1933-)
- Michel Cousin (1928-)
- Alex Coutet (1880-1952)
- Michel Crespy (1946-)
- Thierry Crifo (1954-)
- Fernand Crommelynck (1886-1970)

##### D
- Didier Daeninckx (1949-)
- Jean-Michel Dagory (1946-)
- Géo Dambermont (1909-1970)
- Michel Dansel (1935-)
- Robert Dansler (1900-1972)
- Maurice G. Dantec (1959-2016)
- Pierre Darcis (1924-2004)
- Gil Darcy pseudonyme créé par Georges-Jean Arnaud
- Frédéric Dard (1921-2000)
- Yves Dartois (1901-1974)
- Dan Dastier pseudonyme collectif
- Henri David (1911-?)
- Max-André Dazergues (1903-1963)
- Robert Georges Debeurre (1919-1972)
- Pierre Decourcelle (1856-1926)
- Maurice Dekobra (1885-1973)
- André Delabarre (1930-)
- Delacorta (1945-)
- Arnaud Delalande (1971-)
- Maxime Delamare (1914-1973)
- Bertrand Delcour (1961-2014)
- Philippe Delepierre (1958-)
- Patrick Delperdange (1960-)
- Frantz Delplanque (1966-)
- Gérard Delteil (1939-)
- Alain Demouzon (1945-)
- Mark Demwell (1926-1997)
- Jean-Claude Derey (1940-)
- Yves Dermèze (1915-1989)
- Éric Deschodt (1937-)
- Régis Descott (1966-)
- William Olivier Desmond (1939-2013)
- Pascal Dessaint (1964-)
- Richard Deutsch (1945-)
- Patrick K. Dewdney (1984-)
- Christopher Diable (1948-)
- Joël Dicker (1985-)
- Francis Didelot (1902-1985)
- Benjamin Dierstein (1983-)
- François-Xavier Dillard (1971-)
- DOA (1968-)
- Olivier Douyère (1953-)
- Jean Dubacq (1923-2009)
- Jacques Dubessy (1928-2012)
- Fortuné du Boisgobey (1821-1891)
- Alain Dubrieu (1947-2002)
- André-Paul Duchâteau (1925-)
- Jean-Christophe Duchon-Doris (1960-)
- Alexandre Dumal (1949-)
- André Duquesne (1911-1979)
- Loup Durand (1933-1995)

##### E
- Claude Ecken (1954-)
- Maurice Ellabert (1916-2009)
- Maurice-Bernard Endrèbe (1918-2005)
- Patrick Eris (1963-)
- Jules Esquirol (-)
- Charles Exbrayat (1906-1989)

##### F
- Dominique Fabre (1929-)
- Jean Failler (1940-)
- Frédéric H. Fajardie (1947-2008)
- André Falcoz (1900-1981)
- Franz-Rudolf Falk (1913-1971)
- André Fargues (1929-)
- Guy Fau (1909-2000)
- Raymond Fauchet (-)
- Jean-Charles Fauque (1943-)
- Claude Fayard (~1900-?)
- Caryl Férey (1967-)
- Pierre-André Fernic (1891-1953)
- Claude Ferny (1906-1978)
- Rog Ferrary (-)
- Jean-Pierre Ferrière (1933-)
- Nicolas Feuz
- Henri Ferval (1913-?)
- Pierre Filoche (1951-)
- Alassane Fingerweig (1975-)
- Jean Fiolle (1884-1955)
- Alan Floor (1948-2005)
- Louis Forest (1872-1933)
- François Forestier (1947-)
- Sylvain Forge (1971-)
- Jacques Forgeas (-)
- Dominique Forma (1962-)
- Pierre Forquin (1914-2010)
- Forquin-Lapierre (1914-2010 et 1922-)
- Éric Fouassier (1963-)
- Yves Fougères (1921-1953)
- Jean-François Fournel (1960-)
- Pierre Frachet (1933-2015?)
- George Fronval (1904-1975)

##### G
- Émile Gaboriau (1832-1873)
- Alain Gagnol (1967-)
- Gustave Gailhard (?-1943)
- Alexandre Galien (1989-)
- Arnould Galopin (1863-1934)
- Alain Gandy (1924-2015)
- Bob Garcia (-)
- Pascal Garnier (1949-2010)
- Michel Gastine
- Jules de Gastyne (1847-1920)
- Olivier Gay (1979-)
- Sébastien Gendron (1970-)
- Max Genève (1945-)
- Philippe Georget (1963-)
- Georgius (1891-1970)
- Alain Germain (-)
- Michel Germont (1928-)
- Christian Gernigon (1949-)
- Paul Gerrard (1910-1994)
- André Gex (1914-1973)
- Eddy Ghilain (1902-1974)
- Éric Giacometti (1963-)
- Ghislain Gilberti (1977-)
- José Giovanni (1923-2004)
- Maurice Gouiran (1946-)
- André Grall (1956-)
- Marcel E. Grancher (1897-1976)
- Jules de Grandpré (1830-1892)
- Jules Grasset (1943-2012)
- Alain Grée (1936-)
- Gilles Grey (1904-1981)
- Michel Grisolia (1948-2005)
- Georges Grison (1841-1928)
- Léon Groc (1882-1956)
- Jean-Michel Guenassia (1950-)
- Michel Guibert (1941-)
- Tony Guildé (1904-1981)
- Christophe Guillaumot (1970-)
- René Guillot (1900-1969)
- Patrice Guirao (1954-)
- Pierric Guittaut (1974-)

##### H
- Paul Halter (1956-)
- Jilali Hamham (-)
- G.M. Hanoux (1930-1987)
- Charles Haquet (1966-)
- Slim Harrison (1928-2012)
- Victor Harter (1928-1988)
- André Héléna (1919-1972)
- David Hepburn (1976-)
- Jacques Herment (1924-2015)
- Cyril Herry (1970-)
- Claude Heymann (1907-1994)
- Frédéric Hoë (1922-)
- Hubert Huertas (1950-)
- M. A. Hychx (1884-1944)

##### I
- Marcel Idiers (1886-1960)
- Alain Ilan-Chojnow (-)
- Michel Imbert (1961-)
- Joseph Incardona (1969-)
- Philippe Isard (-)
- René Ithurbide (1900-1977)
- Jean-Claude Izzo (1945-2000)

##### J
- Roger-Henri Jacquart (1903-1962)
- Jacquemard-Sénécal (1943-1980)
- Serge Jacquemard (1928-2006)
- René Jadfard (1899-1947)
- Alain Jansen (1931-)
- Hervé Jaouen (1946-)
- Sébastien Japrisot (1931-2003)
- Jérôme Jarrige (1937-)
- Robert Jean-Boulan (1903-1959)
- Michel Jeury (1934-2015)
- Jean-Paul Jody (1953-)
- François Joly (1939-)
- Thierry Jonquet (1954-2009)
- Claude Joste (1930-)
- Stéphane Jourat (1924-1995)
- Bernard Jourdain (1950-)[1],[2]
- Louis-Thomas Jurdant (1909-1982)

##### K
- Kââ (1945-2002)
- Marcel Kalil (1931-)
- Fred Kassak (1928-2018)
- David-James Kennedy (1969-)
- Jean Kéry (1893-1985)
- David S. Khara (1969-)
- Paul Kinnet (1915-)
- Philippe Kleinmann (-)
- Claude Klotz (1932-2010)

##### L
- Roger Labrusse (1914-2001)
- Denis Lacombe (1936-2017)
- José-André Lacour (1919-2005)
- Jean-Louis Lafitte (1915-)
- Georges de La Fouchardière (1874-1946)
- John La Galite (1959-)
- Jean de La Hire (1878-1956)
- Bernard-Paul Lallier (1937-)
- Jean-Michel Lambert (1952-2017)
- Michel Lambesc aka Georges Godefroy (1912-1974)
- Guy Langlois (1946-)
- Armand Lanoux (1913-1983)
- Marcel F. Lanteaume (1902-1988)
- Henri Lapierre (1922-)
- Léo Lapointe (1953-)
- Ray Lasuye (1909-1981)
- Louis Latzarus (1878-1942)
- André Lay (1924-1997)
- Pierre Léaud (1909-1996)
- Guillaume Lebeau (1971-)
- Nicolas Lebel (1970-)
- Maurice Leblanc (1864-1941)
- Auguste Le Breton (1913-1999)
- Alexis Lecaye (1951-)
- Bruno Lecigne (1957-)
- Jean Leclercq (1906-1981)
- Yann Le Cœur (1902-1951)
- Hervé Le Corre (1955-)
- Marin Ledun (1975-)
- Gilles Legardinier (1965-)
- Cyrille Legendre (1970-)
- Pierre Lemaitre (1951-)
- Philippe Le Marrec (1950-)
- Pierre Lepère (1944-)
- Sébastien Lepetit (1969-)
- Gaston Leroux (1868-1927)
- Pierre de Lescure (1891-1963)
- Pierre Lesou (1930-)
- Michel Lespart (1928-2008)
- Édouard Letailleur (1897-1976)
- Yannick Letty (1959-)
- Maurice Level (1875-1926)
- Christian Libos (1931-1982)
- Maurice Limat (1914-2002)
- Julius A. Lion (1927-)
- Michael Loggan
- André de Lorde
- Jérôme Loubry
- Alexandre Lous
- Pierre Lucas

##### M
- Alain Mabanckou
- Lucio Mad
- George Madal
- Karim Madani
- Pierre Magnan
- H. J. Magog
- Dominique Maisons
- Yves Malartic
- Pierre Maldonado
- Léo Malet
- Marcus Malte
- Jean-Patrick Manchette
- Jean-Luc Manet
- Ian Manook
- Christian Mantey
- Jean Marcillac
- Pascal Marignac
- Thierry Marignac
- J. J. Marine
- Jean Mariolle
- Raymond Marlot
- Jean Marsus
- Michel Martens
- Laurent Martin
- Igor B. Maslowski
- Bernard Mathieu
- Nicolas Mathieu
- Olivier Mau
- Pierre Maudru
- Thierry Maugenest
- Xavier Mauméjean
- Olivier Maurel
- Paul Max
- Bruce L. Mayence
- Jean-Louis Mayne
- Jacques Mazeau
- John McGregor
- François Médéline
- Henry Meillant
- Emmanuel Ménard
- Marc Menonville
- Yann Menez
- Michaël Mention
- Paul Merault
- Patrick Mercado
- Charles Mérouvel
- Martin Meroy
- Joseph Méry
- Vincent Meyer
- Pierre Mezinski
- Stéphane Michaka
- Philippe Mignaval
- Bernard Minier
- Benoît Minville
- Karim Miské
- Francis Mizio
- Michel Moatti
- Jacques Mondoloni
- Alain Monnier
- Jean Monsour
- Serge Montigny
- Georges Moréas
- Richard Morgiève
- David Morgon
- Patrick Mosconi
- José Moselli
- Jacques Moulins
- Valentin Musso

##### N
- J.-B. Nacray
- Tobie Nathan
- Michel-Julien Naudy
- Jacques Neirynck
- Pierre Nemours
- Claude Néron
- Max Nicet
- Christophe Nicolas
- Colin Niel
- Floris Nogarède
- Pierre Nord
- Olivier Norek
- Georges Normandy
- Fred Noro
- Jean-Paul Nozière

##### O
- Daniel Odier
- Lionel Olivier
- Jean-Hugues Oppel
- Claude Orval
- Christian Oster
- Jacques Ouvard

##### P
- Hugues Pagan
- Alain Page
- Émile Pagès
- Jean-François Paillard
- Marc Paillet
- Charles Pain
- Paul Paoli
- Albert Paraz
- Jean-François Parot
- Georges Patrick
- Frédéric Paulin
- Franck Pavloff
- Patrick Pécherot
- Marc-Alfred Pellerin
- Louis Roger Pelloussat
- Olivier Pelou
- Daniel Pennac
- Joseph Périgot
- Gilles Perrault
- Pierre-Martin Perreaut
- Jean-Pierre Perrin
- Olivier Peru
- Jean Petithuguenin
- Benoît Philippon
- Gilbert Picard
- André Picot
- Daniel Picouly
- Georges Pierquin
- Roland Piguet
- Gianni Pirozzi
- Christian Poslaniec
- Pierre Pouchairet
- René Poupon
- Jean Bernard Pouy
- Jean-François Pré (1951-)
- Guillaume Prévost
- Frédéric Prilleux
- Marcel Priollet
- Hubert Prolongeau
- Henri Provost de la Fardinière
- Hervé Prudon (1950-2017)
- Bertrand Puard
- Alain Puiseux
- René Pujol

##### Q
- Serge Quadruppani
- J. S. Quémeneur

##### R
- Claude Ragon (1942-)
- Sébastien Raizer
- Claude Rank
- Frédérick Rapilly
- Jacques Ravenne
- Jean Ray
- Max-André Rayjean
- Patrick Raynal
- Jean-Jacques Reboux
- Colonel Rémy
- Maurice Renard
- Maurice-Charles Renard
- Jean-Joseph Renaud
- Michel Renouard
- Antonin Reschal
- André Reuzé
- Jean-André Rey
- Alain Reynaud-Fourton
- Charles de Richter
- Jean-Michel Riou
- Jacques Risser
- Feldrik Rivat (1978-)
- François Rivière
- Jacques Robert
- Louis Rognoni
- Claude Roland
- Maurice Roland
- Mario Ropp
- Pétronille Rostagnat
- F.M. Roucayrol
- Jean-Paul Rouland
- Dominique Roulet
- André Rousseau
- Christian Roux
- Michel de Roy
- Sébastien Rutés (1976-)
- Francis Ryck

##### S
- Jacques Sadoul
- André Saint-Briac
- Adam Saint-Moore
- Albert Sainte-Aube
- Paul Sala
- Barouk Salamé
- Lionel Salaün (1959-)
- Paul Salmon
- Pierre Salva
- Jean-Toussaint Samat
- Joseph-Louis Sanciaume
- Louis Sanders (1963-2023)
- Jean Sareil
- Jacques Saussey
- Julien Sauvage
- Léon Sazie
- Gilles Schlesser
- Gilbert Schlogel
- René Schwaeblé
- Jacky Schwartzmann
- Jean Sébastien
- Olivier Séchan
- Laurent Ségalen
- Bruno Segalotti
- Jean Seignard
- Olivier Seigneur
- Antoine Sénanque (1959-)
- Didier Sénécal
- Patrick Sénécal
- Max Servais
- Philippe Setbon
- Taiping Shangdi
- Michel Sibra (1947-)
- Albert Sigusse
- Georges Simenon
- Wilfrid Simon
- Albert Simonin
- Noël Simsolo
- Pierre Siniac
- Gilbert Sinoué
- Cédric Sire (1974-)
- Romain Slocombe
- François-Henri Soulié
- Germain Soulié
- Pierre Souvestre
- Norbert Spehner
- Georges Spitzmuller
- Richard Ste-Marie
- Stanislas-André Steeman
- Michel Steiner
- Jacques Syreigeol

##### T
- Nicolas Tackian (1973-)
- Gilbert Tanugi
- Éric Tarrade
- Guy de Téramond
- Jacques Termant
- Alexandre Terrel
- Olivier Thiébaut
- Franck Thilliez
- Georges Tiffany
- Jean-Christophe Tixier
- Tito Topin
- Louis C. Thomas
- Alexandre Torquet
- Yvon Toussaint
- Henri Tremesaigues (1941-2005)
- Patrick Tringale
- Olivier Truc

##### V
- Bertrand Vac
- Joachim Sebastiano Valdez
- J. M. Valente
- Richard Valet
- Jacques Vallet
- Raf Vallet
- Georges Vally
- Paul Vance
- Horace Van Offel
- Yves Varende
- Robert Vaudois
- Paul Vaugien
- Jean Vautrin
- Guy Venayre
- Géo-Charles Véran
- Gilles Verdet
- Christophe Vergnaud
- Luc Vernon
- Éric Verteuil
- Philippe Verteuil
- Pierre Véry
- Jacques Vettier
- Georges Vidal
- Gilles Vidal
- Roger Vilard
- Marc Villard
- Anne Villemin Sicherman (1951-)
- Jean-Marie Villemot
- Gilles Vincent (1958-)
- Noël Vindry
- Jean-Louis Viot (1952-)
- Benoît Vitkine (1983-)
- Vladimir
- Marc Voltenauer

##### W
- Alain Wagneur
- Certigny de Wargny
- Patrick Weber
- Martin Winckler
- Brad Winter

##### Y
- Pierre Yrondy

##### Z
- Pierre Zaccone
- Francis Zamponi
- Dominique Zay
- Ivan Zinberg
- Michel Zink
- Armand Ziwès
- Daniel Zufferey

#### Auteures de langue française
- Barbara Abel (1969-)
- Christine Adamo (1965-)
- Marilou Addison (1979-)
- Marie-Madeleine Allemand (1899-1947)
- Claude Amoz (1955-)
- Eliane K. Arav (-)
- Catherine Arley (1924-)
- Elena Arseneva (1958-)
- Ingrid Astier (1976-)
- Brigitte Aubert (1956-)
- Marie Aycard (1794-1859)
- Bachellerie (1948-)
- Sylvie Baron (1956-)
- Michèle Barrière (1953-)
- Odile Barski (1946?-)
- Germaine Beaumont (1890-1983)
- Julia Benech (1942-)
- Stéphanie Benson (1959-)
- M.-T. Bernard (1896-1977)
- Maïté Bernard (1970-)
- Violaine Bérot (1967-)
- Yvonne Besson (1947-)
- Catherine Bessonart (-)
- Laurence Biberfeld (1960-)
- Janine Boissard (1932-)
- Raymonde Borel-Rosny (1907-1993)
- Corinne Bouchard (1958-)
- Florence Bouhier (1961-2004)
- Jacqueline de Boulle (1922-)
- Laetitia Bourgeois (1970-)
- Germaine Bouyssié (1902-?)
- Virginie Brac (1955-)
- Marion Brunet (1976-)
- Nicole Buffetaut (1927-)
- Gisèle Cavali (1955-)
- Hannelore Cayre (1963-)
- Dominique de Cérignac (1947-)
- Dorothée Chifflot (1965-)
- Sandrine Cohen
- Sarah Cohen-Scali (1958-)
- Sandrine Collette (1970-)
- Solenn Colléter (1974-)
- Sylviane Corgiat (1955-)
- Michèle Courbou (1954-)
- Madeleine Coudray (1907–1978)
- Hélène Couturier (1962-)
- Hélène Crié-Wiesner (1955-)
- Sarah Dars (19xx-)
- Eva David (1964-)
- Sonja Delzongle (1967-)
- Ingrid Desjours (1976-)
- Sandrine Destombes (1971-)
- Dominique Dupont-Viau (1955-)
- Marie-Bernadette Dupuy (1952-)
- Simone d'Erigny (?-)
- Julie Ewa (1961-)
- Claire Favan (1976-)
- Pascale Ferroul (1965-)
- Pascale Fonteneau (1963-)
- Élise Fugler
- Janine Garrisson
- Karine Giébel
- Sylvie Granotier
- Françoise Guérin
- Johana Gustawsson
- Evane Hanska
- Sophie Hénaff
- Caroline Hinault (1981-)
- Claude Izner
- Andrea H. Japp
- Sylvie M. Jema (1956-)
- L.-S. Karen
- Laëtitia Kermel
- Agnès Laurent
- Janine Le Fauconnier
- Juliette Lermina-Flandre
- Michèle Lesbre
- Anne de Leseleuc
- Dorothée Lizion
- Noëlle Loriot
- Sophie Loubière
- Patricia Lumb
- Geneviève Manceron
- Dominique Manotti
- Claude Marais
- Elsa Marpeau
- Carine Marret
- Anne Matalon
- Christelle Maurin
- Maud Mayeras
- Cloé Mehdi
- Louise Mey
- Frédérique Molay
- Hélène de Monaghan
- Max Monnehay
- Nadine Monfils
- Viviane Moore
- Dominique Muller
- Béatrice Nicodème
- Laurence Oriol
- Patricia Parry
- Juliette Pary
- Aurèle Patorni
- Alexandra Pecker
- Michèle Pedinielli
- Chantal Pelletier
- Colette Piat
- Gilda Piersanti
- Aurore Py
- Anne Rambach
- Patricia Rappeneau
- Michèle Ressi
- Maryse Rivière
- Dominique Rocher
- Sylvie Rouch
- Annelise Roux
- Michèle Rozenfarb
- Alix de Saint-André
- Isaure de Saint Pierre
- Alexandra Schwartzbrod
- Giova Selly
- Caroline Sers
- Dominique Sigaud
- Odette Sorensen
- Antoinette Soulas
- Dominique Sylvain
- Anne Sylvius
- Maud Tabachnik
- Danielle Thiéry
- Maguelonne Toussaint-Samat
- Violaine Vanoyeke
- Fred Vargas
- Denyse Vautrin
- C. M. Veaute
- Marie Vindy (1972-)
- Sigolène Vinson
- Claude Virmonne
- Marie Visconti
- Madeleine Vivan
- Élisa Vix (1967-)
- Lalie Walker
- Dominic D. West
- Gilette Ziegler (1904-1981)

#### Allemagne
- Jürgen Alberts
- Jakob Arjouni
- Frank Arnau
- Lars Becker
- Max Bentow
- Alex Berg
- Pieke Biermann
- Ernest Bornemann
- Mechtild Borrmann
- Horst Bosetzky
- Oliver Bottini
- Wolfgang Brenner
- Stefan Brockhoff
- Christian Buder
- Anne Chaplet
- Wulf Dorn
- Rita Falk
- Jörg Fauser
- Doris Gercke
- Frank Göhre
- Frank Goyke
- Hans Gruhl
- Petra Hammesfahr
- Marina Heib
- Veit Heinichen
- Werner E. Hintz
- Erich Kästner
- Jürgen Kehrer
- Sabine Klewe
- Norbert Klugmann
- Robert Kraft
- -ky
- Hansjörg Martin
- Ulf Miehe
- Susanne Mischke
- Nele Neuhaus
- Ingrid Noll
- Astrid Paprotta
- Akif Pirinçci
- Walter Popp
- Gert Prokop
- Cay Rademacher
- Nicolas Remin
- Ulrich Ritzel
- Paul Rosenhayn
- Robert Ruck
- Karen Sander
- Max Pierre Schaeffer
- Andrea Maria Schenkel
- Ferdinand von Schirach
- Bernhard Schlink
- Peter Schmidt
- Wolfgang Schorlau
- Hermann Skolaster
- Arno Strobel
- Georg von der Vring
- Jan Costin Wagner
- Klaus-Peter Wolf
- Juli Zeh
- Jan Zweyer

#### Autriche
- Bernhard Aichner
- Hugo Bettauer
- Edmund Finke
- Wolf Haas
- Edith Kneifl
- Ursula Poznanski
- Heinrich Steinfest
- Michael Wallner

#### Belgique(non-francophone)
- Pieter Aspe
- Luc Deflo
- Jef Geeraerts
- Stan Lauryssens

#### Croatie
- Jurica Pavičić

#### Danemark
- Jussi Adler-Olsen
- Erik Amdrup
- Anders Bodelsen
- Leif Davidsen
- Elsebeth Egholm
- Anne Mette Hancock
- Morten Hesseldahl
- Peter Høeg
- Kirsten Holst
- Herman Krefeld
- Michael Katz Krefeld
- Erik Otto Larsen
- Michael Larsen
- Ane Riel
- Thomas Rydahl
- Helle Stangerup
- Søren Sveistrup
- Dan Turèll
- Erik Valeur
- Inger Wolf

#### Espagne
- José Javier Abasolo
- Víctor del Árbol
- Matilde Asensi
- Juan Bas
- Juan Benet
- Eugenio Fuentes
- Francisco García Pavón
- Antonio Garrido
- Alicia Giménez-Bartlett
- Francisco González Ledesma
- Juan Madrid
- Aníbal Malvar
- Andreu Martín
- Agustín Martínez
- Alfonso Mateo-Sagasta
- Eduardo Mendoza
- Carmen Mola
- Antonio Muñoz Molina
- Maria Antònia Oliver
- Arturo Pérez-Reverte
- Carmen Posadas
- Dolores Redondo
- Juana Salabert
- Lorenzo Silva
- José Carlos Somoza
- Suso de Toro
- Manuel Vázquez Montalbán

#### Estonie
- Indrek Hargla

#### Finlande
- Monika Fagerholm
- Pekka Hiltunen
- Matti Yrjänä Joensuu
- Seppo Jokinen
- Leena Lehtolainen
- Reijo Mäki
- Ilkka Pitkänen
- Matti Rönkä
- Mauri Sariola
- Antti Tuomainen
- Mika Waltari

#### Grèce
- Pétros Márkaris
- Antonis Samarakis

#### Hongrie
- Vavyan Fable
- Emma Orczy

#### Irlande
- Alex Barclay
- George A. Birmingham
- Benjamin Black
- Ken Bruen
- Jane Casey
- John Connolly
- Freeman Wills Crofts
- Lee Dunne
- Hugo Hamilton
- Leonard Holton
- Declan Hughes
- Gene Kerrigan
- Peter Loughran
- Adrian McKinty
- Eoin McNamee
- Dervla McTiernan
- L. T. Meade
- Liz Nugent
- Julie Parsons
- Douglas Rutherford
- Henry De Vere Stacpoole
- Leonard Wibberley

#### Islande
- Eva Björg Ægisdóttir
- Arnaldur Indriðason
- Viktor Arnar Ingólfsson
- Ragnar Jónasson
- Ævar Örn Jósepsson
- Stefán Máni
- Lilja Sigurðardóttir
- Yrsa Sigurðardóttir
- Árni Þórarinsson
- Ólafur Haukur Símonarson

#### Italie
- Gianluca Arrighi
- Paola Barbato
- Cesare Battisti
- Gianni Biondillo
- Paolo Brera
- Giacomo Cacciatore
- Pino Cacucci
- Andrea Camilleri
- Massimo Carlotto
- Gianrico Carofiglio
- Donato Carrisi
- Piero Colaprico
- Danila Comastri Montanari
- Gioacchino Criaco
- Luca D'Andrea
- Sandrone Dazieri
- Augusto De Angelis
- Giancarlo De Cataldo
- Maurizio De Giovanni
- Piergiorgio Di Cara
- Luca Di Fulvio
- Sergio Donati
- Umberto Eco
- Franco Enna
- Valerio Evangelisti
- Giorgio Faletti
- Gianni Farinetti
- Giuseppe Ferrandino
- Davide Ferrario
- Nino Filastò
- Marcello Fois
- Carlo Fruttero
- Mimmo Gangemi
- Barbara Garlaschelli
- Alessia Gazzola
- Giuseppe Genna
- Lorenza Ghinelli
- Leonardo Gori
- Laura Grimaldi
- Giulio Leoni
- Davide Longo
- Carlo Lucarelli
- Franco Lucentini
- Loriano Macchiavelli
- Marco Malvaldi
- Laura Mancinelli
- Antonio Manzini
- Marco Martani
- Maria Masella
- Franco Mimmi
- Michela Murgia
- Gesuino Némus
- Renato Olivieri
- Francesco Patierno
- Alessandro Perissinotto
- Santo Piazzese
- Andrea G. Pinketts
- Luca Poldelmengo
- Giampiero Rigosi
- Paolo Roversi
- Claudia Salvatori
- Giorgio Scerbanenco
- Leonardo Sciascia
- Giampaolo Simi
- Tito A. Spagnol
- Giorgio Todde
- Nicoletta Vallorani
- Valerio Varesi
- Attilio Veraldi
- Marco Vichi
- Simona Vinci

#### Liechtenstein
- Armin Öhri

#### Luxembourg
- Norbert Jacques

#### Norvège
- Kurt Aust
- Kjell Ola Dahl
- Torkil Damhaug
- Tom Egeland
- Torolf Elster
- Karin Fossum
- Frode Grytten
- Jørgen Gunnerud
- Maurits Hansen
- Kolbjørn Hauge
- Stig Holmås
- Anne Holt
- Jørn Lier Horst
- Alf R. Jacobsen
- Tom Kristensen
- Sigrun Krokvik
- Pio Larsen
- Idar Lind
- Unni Lindell
- Øystein Lønn
- Jan Mehlum
- Jon Michelet
- Jo Nesbø
- Aslak Nore
- Morten Harry Olsen
- Arthur Omre
- Helge Riisøen
- Anker Rogstad
- Pernille Rygg
- Arild Rypdal
- Audun Sjøstrandl
- Fredrik Skagen
- Kim Småge
- Michael Grundt Spang
- Gunnar Staalesen
- Vidar Sundstøl
- Gard Sveen
- Kjetil Try
- Chris Tvedt

#### Pays-Bas
- Willy Corsari
- Saskia Noort
- Elvin Post
- Anton Quintana
- Robert van Gulik
- Simone van der Vlugt
- Janwillem van de Wetering

#### Pologne
- Wojciech Chmielarz
- Joanna Chmielewska
- Gaja Grzegorzewska
- Wiktor Hagen
- Marek Harny
- Marek Krajewski
- Stanislas Lem
- Zygmunt Miłoszewski
- Tomasz Matkowski
- Magdalena Parys
- Bartłomiej Rychter
- Marcin Świetlicki
- Marcin Wroński

#### Portugal
- José da Natividade Gaspar
- Dick Haskins
- Miguel Miranda
- Luís Miguel Rocha

#### Roumanie
- George Arion
- Mateiu Caragiale
- Oana Mujea
- Rodica Ojog-Brașoveanu

#### Russie
- Boris Akounine
- Victor Astafiev
- Paulina Dachkova
- Sergey Kuznetsov
- Leonid Leonov
- Albert Likhanov
- Mikhaïl Lioubimov
- Alexandra Marinina
- Friedrich Neznansky
- Julian Semenov ou Semionov
- Arkadi Vaïner
- Gueorgui Vaïner

#### Suède
- Rebecka Aldén
- Tove Alsterdal
- Karin Alvtegen
- Joakim Bergman
- Patrick Boman
- Kjell-Olof Bornemark
- Christoffer Carlsson
- Arne Dahl
- Anders de la Motte
- Ulf Durling
- Åke Edwardson
- Fredrik Ekelund
- Kerstin Ekman
- Kjell Eriksson
- Ann Mari Falk
- Inger Frimansson
- Carin Gerhardsen
- Camilla Grebe
- Marie Hermanson
- Michael Hjorth
- Olle Högstrand
- Mårten Janson
- Anna Jansson
- Mari Jungstedt
- Mons Kallentoft
- Theodor Kallifatides
- Robert Karjel
- Anna Karolína
- Lars Kepler
- Camilla Läckberg
- David Lagercrantz
- Maria Lang
- Jens Lapidus
- Åsa Larsson
- Björn Larsson
- Stieg Larsson
- Eva-Marie Liffner
- Sara Lövestam
- Markus Lutteman
- Henning Mankell
- Liza Marklund
- Jan Mårtenson
- Håkan Nesser
- Leif G. W. Persson
- Malin Persson Giolito
- Hans Rosenfeldt
- Roslund et Hellström
- Emelie Schepp
- Maj Sjöwall et Per Wahlöö
- Sven Sörmark
- Viveca Sten
- Sara Strömberg
- Erik Axl Sund
- Olov Svedelid
- Johan Theorin
- Aino Trosell
- Helene Tursten
- Valter Unefäldt
- Carl-Johan Vallgren
- Sven Westerberg
- Staffan Westerlund
- Carl-Henning Wijkmark
- Joakim Zander

#### Suisse(non-francophone)
- Friedrich Dürrenmatt
- Andrea Fazioli
- Friedrich Glauser
- Stefan Haenni
- Georges Hoffmann
- Michael Theurillat
- Peter Zeindler

#### République tchèque
- Josef Škvorecký

#### Turquie
- Murat İldan
- Celil Oker
- Mehmet Murat Somer

### Afrique

#### Afrique du Sud
- Rennie Airth
- Wessel Ebersohn
- Deon Meyer
- Mike Nicol
- Margie Orford
- Alan Scholefield
- Michael Stanley

#### Algérie
- Yasmina Khadra

#### République démocratique du Congo
- Désiré Bolya Baenga

#### Mali
- Alpha Mandé Diarra
- Modibo Sounkalo Keita
- Moussa Konaté

#### Maroc
- Soufiane Chakkouche
- Driss Chraïbi

#### Nigeria
- Oyinkan Braithwaite

#### Sénégal
- Tafsir Ndické Dièye
- Laurence Gavron
- Abasse Ndione

#### Zimbabwe
- Alexander McCall Smith

### Asie

#### Chine
- Fan Tong
- Feng Hua[3] (19xx-)
- He Jiahong
- Qiu Xiaolong

#### Inde
- Deepa Anappara
- Vikram Chandra
- Kishwar Desai
- Madhulika Liddle
- Anita Nair
- Satyajit Ray
- Kalpana Swaminathan
- Vikas Swarup

#### Israël
- Batya Gour
- Dror Mishani
- Yishai Sarid
- Liad Shoham

#### Liban
- Raymond Khoury

#### Japon
- Baku Akae
- Jirō Akagawa
- Ryūnosuke Akutagawa
- Takashi Atōda
- Yukito Ayatsuji
- Tetsuya Ayukawa
- Chin Shunshin
- Edogawa Ranpo
- Suiin Emi
- Yoshinaga Fujita
- Takehiko Fukunaga
- Ryō Hanmura
- Ryō Hara
- Hase Seishū
- Keigo Higashino
- Jūran Hisao
- Kōtarō Isaka
- Ira Ishida
- Shintarō Ishihara
- Maki Itsuma
- Kajiyama Toshiyuki
- Natsuo Kirino
- Yūsuke Kishi
- Kenzō Kitakata
- Kaoru Kitamura
- Mariko Koike
- Tensei Kōno
- Kaoru Kurimoto
- Kōshi Kurumizawa
- Natsuhiko Kyōgoku
- Ōtarō Maijō
- Kesako Matsui
- Seichō Matsumoto
- Tsutomu Minakami
- Kanae Minato
- Miwako Daira
- Miyuki Miyabe
- Hiroshi Mori
- Seiichi Morimura
- Seio Nagao
- Fuminori Nakamura
- Eisuke Nakazono
- Shizuko Natsuki
- Kyōtarō Nishimura
- Nisioisin
- Hisashi Nozawa
- Kidō Okamoto
- Hideo Okuda
- Hikaru Okuizumi
- Fuyumi Ono
- Otsuichi
- Sakae Saitō
- Ango Sakaguchi
- Kazuki Sakuraba
- Yūya Satō
- Soji Shimada
- Hiroe Suga
- Takagi Akimitsu
- Katsuhiko Takahashi
- Kaoru Takamura
- Kazuaki Takano
- Yukihide Takekawa
- Arata Tendō
- Masako Togawa
- Masaki Tsuji
- Yasutaka Tsutsui
- Jūza Unno
- On Watanabe
- Fūtarō Yamada
- Masaki Yamada
- Shūgorō Yamamoto
- Misa Yamamura
- Seishi Yokomizo
- Hideo Yokoyama
- Shūichi Yoshida
- Kyūsaku Yumeno
- Yūko Yuzuki

#### Sri Lanka
- Nury Vittachi

#### Vietnam
- Tran-Nhut

### Océanie

#### Australie
- Bunty Avieson
- Sarah Bailey
- Michael Barrett
- Otto Beeby
- Russell Braddon
- James Bradley
- Carter Brown
- Marshall Browne
- J. C. Burke
- Patricia Carlon
- John Clanchy
- Jon Cleary
- Kenneth Cook
- Alec Coppel
- Peter Corris
- John Dale
- Carlton Dawe
- Marele Day
- Garry Disher
- Peter Doyle
- Candice Fox
- Arthur Gask
- Susan Geason
- Sulari Gentill
- Jane R. Goodall
- Kerry Greenwood
- Terry Hayes
- Mark Henshaw
- Adrian Hyland
- Wendy James
- Charlotte Jay
- George H. Johnston
- Tony Kenrick
- Malcolm Knox
- John Laffin
- Tamara Lee
- Gabrielle Lord
- Barry Maitland
- Shane Maloney
- William Marshall
- A. E. Martin
- Andrew Masterson
- Colleen McCullough
- Andrew McGahan
- Geoffrey McGeachin
- Paul McGuire
- Claire McNab
- Max Murray
- Margot Neville
- Chris Nyst
- Charles Osborne
- Leigh Redhead
- Arthur J. Rees
- Michael Robotham
- Emily Rodda
- Jennifer Rowe
- Bant Singer
- Peter Temple
- Estelle Thompson
- Arthur Upfield
- Emma Viskic
- James Morgan Walsh
- Dave Warner
- Chris Womersley

#### Nouvelle-Zélande
- Paul Cleave
- Dorothy Eden
- Terence Journet
- Andrew MacKenzie
- Ngaio Marsh
- Ronald Hugh Morrieson
- Chad Taylor
- Paul Thomas

### Amérique

#### Argentine
- Eugenia Almeida
- Raúl Argemí
- Federico Axat
- Vicente Battista
- Pablo De Santis
- Marco Denevi
- Rolo Díez
- José Pablo Feinmann
- Ernesto Mallo
- Gregorio Manzur
- Guillermo Martínez
- Juan Martini
- Enrique Medina
- Carlos Salem
- Juan Sasturain
- Sergio Sinay
- Osvaldo Soriano
- Rodolfo Walsh

#### Brésil
- Edyr Augusto
- Luiz Alfredo Garcia-Roza
- Patrícia Melo
- Raphael Montes
- Aguinaldo Silva
- Jô Soares

#### Canada
Auteurs anglophones
- Rosemary Aubert
- Linwood Barclay
- Giles Blunt
- Gail Bowen
- Alan Bradley
- Martin Brett
- John Buell
- Steve Burrows
- John Craig
- Hilary Davidson
- Vicki Delany
- William Deverell
- Margaret Doody
- Elizabeth J. Duncan
- Matthew Eden
- Anne Emery
- Howard Engel
- Paul Emil Erdman
- Margaret Erskine
- Jon Evans
- John Farrow
- Timothy Findley
- Hulbert Footner
- Barbara Fradkin
- Laurence Gough
- Ian Hamilton
- Alfred Harris
- Sparkle Hayter
- Jennifer Hillier
- C. C. Humphreys
- Clifford Jackman
- Maureen Jennings
- Sheena Kamal
- Nora Kelly
- Ausma Zehanat Khan
- William Patrick Kinsella
- Owen Laukkanen
- Eric McCormack
- Robert McGill
- Donald MacKenzie
- Mary Jane Maffini
- Margaret Millar (canadienne et américaine)
- Rick Mofina
- David Montrose
- Donna Morrissey
- L. A. Morse
- James W. Nichol
- Frank L. Packard
- Louise Penny
- Edward O. Phillips
- David M. Pierce
- Nita Prose
- Andrew Pyper
- Jon Redfern
- Peter Robinson
- Chris Scott
- R. T. M. Scott
- Howard Shrier
- Alfred Silver
- Don Smith
- Michelle Spring
- Emily St. John Mandel
- Chevy Stevens
- Marc Strange
- Carsten Stroud
- Morley Torgov
- Sylvia Maultash Warsh
- Alan Watt
- Eric Wright
- L.R. Wright
- Eva-Lis Wuorio
- John Wyllie
- Mark Zuehlke

Auteurs francophones
- Marilou Addison
- François Barcelo
- Geneviève Blouin
- Camille Bouchard
- Benoît Bouthillette
- Chrystine Brouillet
- Danielle Charest
- Jacques Côté
- Emmanuel Desrosiers
- Jean Filiatrault (1919-1982)
- André Jacques
- Laurent Laplante
- Andrée A. Michaud
- Martin Michaud
- Guillaume Morrissette
- Lionel Noël
- Jean-Jacques Pelletier
- Jean-Marie Poupart
- Pierre Saurel
- Jacques Savoie
- Patrick Senécal
- Richard Ste-Marie
- Bertrand Vac
- Sylvie-Catherine De Vailly

#### Chili
- Isabel Allende
- Roberto Ampuero
- Jaime Collyer
- Ramón Díaz Eterovic
- Mauricio Electorat
- Boris Quercia

#### Colombie
- Santiago Gamboa

#### Cuba
- Daniel Chavarría
- Lorenzo Lunar
- Leonardo Padura Fuentes
- José Carlos Somoza
- Justo Vasco

#### États-Unis
- Avery Aames
- Edward S. Aarons
- Anthony Abbot
- Megan Abbott
- Patricia Abbott
- Alex Abella
- Keith Ablow
- Cleve Franklin Adams
- Clifton Adams
- Thomas Adcock
- Ted Addy
- Warren Adler
- Bill Albert
- Marvin Albert
- Susan Wittig Albert
- Martha Albrand
- Bruce Alexander
- David Alexander
- Nelson Algren
- Michael Allegretto
- Doug Allyn
- Robert E. Alter
- Charles Alverson
- Delano Ames
- U.S. Andersen
- Edward Anderson
- Frederick Irving Anderson
- Kent Anderson
- Donna Andrews
- Michael Angelella
- Benjamin Appel
- William Ard
- Tom Ardies
- Charlotte Armstrong
- Margot Arnold
- Mel Arrighi
- Robert Arthur, Jr.
- Albert Ashforth
- Isaac Asimov
- Ace Atkins
- Anne Austin
- Michael Avallone
- Dwight V. Babcock
- Marian Babson
- Will Christopher Baer
- George Bagby
- Edith-Jane Bahr
- Deb Baker
- Samm Sinclair Baker
- David Baldacci
- John Ball
- Willis Todhunter Ballard
- Bill S. Ballinger
- Jen Banbury
- Franklin Bandy
- Oliver Banks
- John Franklin Bardin
- Burl Barer
- Linda Barnes
- Nevada Barr
- Bob Barrett
- Stephanie Barron
- Jerome Barry
- Earle Basinsky
- Milton Bass
- Jon Bassoff
- Brett Battles
- George Baxt
- Louis Bayard
- William Bayer
- Charles Beaumont
- K. K. Beck
- Marc Behm
- Larry Beinhart
- David Bell
- Robert Leslie Bellem
- Bruce Benderson
- James Walker Benét
- James R. Benn
- Jay Bennett
- Robert Jackson Bennett
- Ben Benson
- John Benteen
- Evelyn Berckman
- Alex Berenson
- Thomas Berger
- Andrew Bergman
- Lou Berney
- Flynn Berry
- Jedediah Berry
- John Berry
- Steve Berry
- Alfred Bester
- Bill Beverly
- A.I. Bezzerides
- Jack M. Bickham
- Earl Derr Biggers
- Frank Bill
- Cara Black
- Thomas Black
- Irwin R. Blacker
- Anita Blackmon
- James Carlos Blake
- Suzanne Blanc
- Alice Blanchard
- William Douglas Blankenship
- Peter Blauner
- J. S. Blazer
- Lawrence G. Blochman
- Lawrence Block
- Michael Blodgett
- Stephen Humphrey Bogart
- Chris Bohjalian
- Christopher Bollen
- Frank Bonham
- Tom Bouman
- C. J. Box
- Edgar Box
- Rick Boyer
- Susan M. Boyer
- William Boyle
- Steve Brackeen
- Leigh Brackett
- Mary Hastings Bradley
- Kelly Braffet
- Hal Braham
- Malcolm Braly
- Max Brand
- Jay Brandon
- John Brandon
- Lilian Jackson Braun
- Herbert Brean
- Jon L. Breen
- Michael Brett
- Gil Brewer
- William Brittain
- Henry Bromell
- Janice Young Brooks
- Dan Brown
- Fredric Brown
- Gerald A. Browne
- Howard Browne
- S. G. Browne
- Sinclair Browning
- James A. Brussel
- Edna Buchanan
- Madeleine Sharps Buchanan
- Leslie Budewitz
- Edward Bunker
- Robin Burcell
- Alafair Burke
- James Lee Burke
- Jan Burke
- Shannon Burke
- Allison L. Burks
- William Riley Burnett
- Rex Burns
- John K. Butler
- William E. Butterworth
- Max Byrd
- Ellen Byron
- James M. Cain
- Paul Cain
- Ian Caldwell
- Susanna Calkins
- Dana Cameron
- Don Cameron
- Lou Cameron
- Marc Cameron
- Owen Cameron
- Robert Wright Campbell
- Dorothy Cannell
- Rebecca Cantrell
- Lorenzo Carcaterra
- Bernice Carey
- Michael Carey
- Lewis John Carlino
- Natalie Savage Carlson
- P.M. Carlson
- A.H.Z. Carr
- Caleb Carr
- John Dickson Carr
- Nick Carter
- John Case
- Wiley Cash
- Vera Caspary
- Linda Castillo
- Joy Castro
- William Caunitz
- James O. Causey
- Joseph Chadwick
- Dana Chambers
- Whitman Chambers
- Raymond Chandler
- Louis Charbonneau
- Jerome Charyn
- Thomas Chastain
- Elliott Chaze
- Sean Chercover
- George C. Chesbro
- Nellise Child
- Frank A. Chittenden
- Jill Churchill
- Verne Chute
- Tom Clancy
- Carol Higgins Clark
- Marcia Clark
- Mary Higgins Clark
- Mary Jane Clark
- Robert Clark
- Tracy Clark
- Donald Henderson Clarke
- Jane K. Cleland
- Bud Clifton
- Jeff Clinton
- Harlan Coben
- Andrew Coburn
- Molly Cochran
- Tim Cockey
- Tucker Coe
- Mark Coggins
- Jeffrey Cohen
- Octavus Roy Cohen
- James Colbert
- Alyssa Cole
- Reed Farrel Coleman
- Richard Oliver Collin
- Max Allan Collins
- Michael Collins
- Edward Conlon
- Joseph Commings
- Richard Condon
- Michael Connelly
- Rose Connors
- K. C. Constantine
- Merle Constiner
- Christopher Cook
- Thomas H. Cook
- Will Cook
- Caroline B. Cooney
- Clarence L. Cooper Jr
- Glenn Cooper
- John Copenhaver
- Edwin Corley
- Patricia Cornwell
- Miles Corwin
- John R. Coryell
- S. A. Cosby
- Gordon Cotler
- William J. Coughlin
- William R. Cox
- George Harmon Coxe
- Matt Coyle
- Ned Crabb
- Jonathan Craig
- Peter Craig
- Robert Crais
- Frances Crane
- Eli Cranor
- Max Crawford
- Stanley G. Crawford
- Harry Crews
- Michael Crichton
- Bill Crider
- Deborah Crombie
- Jay Cronley
- John Crosby
- Amanda Cross
- Kendell Foster Crossen
- John Crowley
- James Crumley
- Carter Cullen
- Mitch Cullin
- Thomas Cullinan
- Albert Benjamin Cunningham
- E.V. Cunningham
- Ursula Curtiss
- Clive Cussler
- Daniel Da Cruz
- Julia Dahl
- Robert Daley
- Herbert Dalmas
- Carroll John Daly
- Elizabeth Daly
- Barbara D'Amato
- Jeanne M. Dams
- Harold Robert Daniels
- John S. Daniels
- Norman Daniels
- Avram Davidson
- Diane Mott Davidson
- Christopher Davis
- Dorothy Salisbury Davis
- Frederick C. Davis
- Gordon Davis
- Harry Davis
- Kenn Davis
- Mildred Davis
- Norbert Davis
- Janet Dawson
- Dianne Day
- Spencer Dean
- William L. DeAndrea
- Ed Dee
- Miriam Allen DeFord
- Ted Dekker
- Ovid Demaris
- Nelson DeMille
- Richard Deming
- Ralph Dennis
- Lester Dent
- Stephen Dentiger
- Daniel Depp
- August Derleth
- Bruce DeSilva
- Pete Dexter
- Eric Jerome Dickey
- Carter Dickson
- William Diehl
- Karen Dionne
- Thomas M. Disch
- Doris Miles Disney
- Dorothy Cameron Disney
- Peter Dixon
- Stephen Dobyns
- David Dodge
- Paul Doiron
- Jack Dolph
- R. B. Dominic
- Sean Doolittle
- Tim Dorsey
- James D. Doss
- Carole Nelson Douglas
- John Douglas
- Donald McNutt Douglass
- Donald Downes
- Jay Dratler
- Brendan DuBois
- Robert Dugoni
- Lois Duncan
- Peter Duncan
- Susan Dunlap
- Dominick Dunne
- John Gregory Dunne
- John Dunning
- Laura Durham
- Theo Durrant
- Mignon G. Eberhart
- Leslie Edgley
- Jack Ehrlich
- Jake W. Ehrlich
- Max Ehrlich
- Barry Eisler
- Aaron Elkins
- Stanley Ellin
- Richard Ellington
- Bruce Elliott
- David Ellis
- James Ellroy
- David Ely
- Earl W. Emerson
- Paul Engleman
- Richard English
- Hallie Ephron
- Tom Epperson
- Paul Ernst
- Allen Eskens
- Loren D. Estleman
- Robert Eunson
- Helen Eustis
- Janet Evanovich
- John Evans
- Percival Everett
- Maria Fagyas
- Terence Faherty
- A.A. Fair
- Paul W. Fairman
- Linda Fairstein
- Dan Fante
- Jerrilyn Farmer
- John Farr
- Henry Farrell
- John Farris
- Howard Fast
- Jonathan Fast
- Julius Fast
- Christa Faust
- Lyndsay Faye
- John R. Feegel
- Andrew J. Fenady
- Ruth Fenisong
- Elizabeth Fenwick
- Betty Ferm
- Robert Ferrigno
- Dan Fesperman
- G.G. Fickling
- Joseph Finder
- Ferguson Findley
- Robert Finnegan
- Bruno Fischer
- Robert L. Fish
- Cortland Fitzsimmons
- John Flagg
- Erin Flanagan
- Albert Sidney Fleischman
- Lucille Fletcher
- Elaine Flinn
- Fletcher Flora
- Amanda Flower
- Joanne Fluke
- Don Flynn
- J.M. Flynn
- Gillian Flynn
- Vince Flynn
- James Fogle
- Rae Foley
- Stanton Forbes
- Leslie Ford
- Richard Forrest
- Earlene Fowler
- James M. Fox
- George Foy
- William Francis
- Tom Franklin
- Al Fray
- Steve Frazee
- Brian Freeman
- Castle Freeman, Jr.
- Dianne Freeman
- Tana French
- Jamie Freveletti
- James N. Frey
- Stephen Frey
- Daniel Friedman
- Kinky Friedman
- Mickey Friedman
- Otto Friedrich
- David Frome
- Barbara Frost
- Daniel Fuchs
- Samuel Fuller
- William Fuller
- David Fulmer
- Dale Furutani
- Jacques Futrelle
- Norman Garbo
- Carolina Garcia-Aguilera
- Dorothy Gardiner
- Meg Gardiner
- Erle Stanley Gardner
- Lisa Gardner
- Brian Garfield
- Kellye Garrett
- Christian Garrison
- Ryan Gattis
- William Campbell Gault
- William Gay
- Alison Gaylin
- John Gearon
- Michael Geller
- Stephen Geller
- Anne George
- Elizabeth George
- Daryl Wood Gerber
- Tess Gerritsen
- Walter B. Gibson
- Barry Gifford
- Thomas Gifford
- Josephine Gill
- Robert B. Gillespie
- Dorothy Gilman
- John Gilstrap
- Danielle Girard
- Leslie Glass
- M. W. Glidden
- John Godey
- Barb Goffman
- Donald Goines
- Don Gold
- Lee Goldberg
- Leonard S. Goldberg
- James Goldman
- R. L. Goldman
- Robert Goldsborough
- Martin Goldsmith
- James Gollin
- Bill Goode
- David Goodis
- Carol Goodman
- Les Gordon
- Joe Gores
- Paula Gosling
- Heywood Gould
- Chris Grabenstein
- James Grady
- C. W. Grafton
- Sue Grafton
- Mark Graham
- Sara Gran
- Bill Granger
- Sarah Graves
- Anna Katharine Green
- George Dawes Green
- Norman Green
- Russell H. Greenan
- Stephen Greenleaf
- W. E. B. Griffin
- Kate Grilley
- Martha Grimes
- James Grippando
- John Grisham
- Davis Grubb
- Frank Gruber
- Michael Gruber
- Bryan Gruley
- Michael Guinzburg
- James Gunn
- Bill Guttentag
- Jane Haddam
- Carolyn Haines
- James W. Hall
- Geoffrey Holiday Hall
- Oakley Hall
- William H. Hallahan
- Brett Halliday
- Timothy Hallinan
- Pete Hamill
- Donald Hamilton
- Glen Erik Hamilton
- Steve Hamilton
- Dashiell Hammett
- David Handler
- Joseph Hansen
- Albert Harding
- Jordan Harper
- Karen Harper
- Richard Harper
- George Harrar
- Joseph Harrington
- Joyce Harrington
- Kent Harrington
- William Harrington
- Charlaine Harris
- Thomas Harris
- Timothy Harris
- Bruce Harrison
- Jamie Harrison
- Donald Harstad
- Carolyn Hart
- Ellen Hart
- Elsa Hart
- Frances Noyes Hart
- John Hart
- Gini Hartzmark
- Michael Harvey
- Gustav Hasford
- John Eugene Hasty
- Robin Hathaway
- Thomas Hauser
- Sam Hawken
- John et Ward Hawkins
- Noah Hawley
- Joseph Hayes
- James Hayman
- Gar Anthony Haywood
- Julia Heaberlin
- Matthew Head
- Jeremiah Healy
- William L. Heath
- Ben Hecht
- William Heffernan
- Larry Heller
- Henry Edward Helseth
- Vicki Hendricks
- April Henry
- Sara J. Henry
- Sue Henry
- Joe L. Hensley
- Nat Hentoff
- Joan Hess
- Carl Hiaasen
- George V. Higgins
- Patricia Highsmith
- Lynn S. Hightower
- Russell Hill
  - Anne Hillerman
- Tony Hillerman
- Chester Himes
- Richard Himmel
- Michael T. Hinkemeyer
- Jake Hinkson
- Naomi Hirahara
- Burt Hirschfeld
- Jane Stanton Hitchcock
- Dolores Hitchens
- William Hjortsberg
- Tami Hoag
- Edward D. Hoch
- Alice Hoffman
- William Hoffman
- Chuck Hogan
- Craig Holden
- Larry Holden
- Elisabeth Sanxay Holding
- James Holding
- Marty Holland
- Chris Holm
- Geoffrey Homes
- Doug Hornig
- Wendy Hornsby
- David Housewright
- Clark Howard
- Linda Howard
- Vechel Howard
- Richard Hoyt
- Fredrick D. Huebner
- Dorothy B. Hughes
- Howard Hunt
- Stephen Hunter
- William E. Huntsberry
- Julie Hyzy
- Joe Ide
- Jack Iams
- David Ignatius
- Greg Iles
- William Irish
- Susan Isaacs
- Eugene Izzi
- Giles Jackson
- Jon A. Jackson
- Shirley Jackson
- Michael Jahn
- John Jakes
- J. A. Jance
- H. Paul Jeffers
- Richard Jessup
- Iris Johansen
- Craig Johnson
- E. Richard Johnson
- Melodie Johnson Howe
- Velda Johnston
- William Johnston
- Matthew F. Jones
- Robert Page Jones
- Stan Jones
- Stephen Mack Jones
- Henry Joseph
- William Judson
- Michael A. Kahn
- Lucille Kallen
- Lawrence Kamarck
- Stuart M. Kaminsky
- Andrea Kane
- Frank Kane
- Henry Kane
- Joseph Kanon
- MacKinlay Kantor
- Michael Kardos
- John Katzenbach
- Lane Kauffman
- Day Keene
- Julia Keller
- Faye Kellerman
- Jonathan Kellerman
- Lauren Kelly
- Thomas Kelly
- Judith Kelman
- Toni L.P. Kelner
- Harry Kemelman
- Walter Kempley
- Paul Kemprecos
- Baynard Kendrick
- Jerry Kennealy
- Adam Kennedy
- Gerald Kersh
- Cynthia Kuhn
- Warren Kiefer
- William X. Kienzle
- Karen Kijewski
- Angie Kim
- Charles Daly King
- Jonathon King
- Laurie R. King
- Rufus King
- Sherwood King
- Andrew Klavan
- Matthew Klein
- Steve Knickmeyer
- Adam Knight
- Clifford Knight
- Kathleen Moore Knight
- Chris Knopf
- Laird Koenig
- Todd Komarnicki
- J. A. Konrath
- William Kotzwinkle
- Harley Jane Kozak
- Samuel A. Krasney
- Rochelle Majer Krich
- William Kent Krueger
- Paul Kruger
- Danya Kukafka
- Harry Kurnitz
- Chris Kuzneski
- Ed Lacy
- George LaFountaine
- Patrick Laing
- Jake Lamar
- Barry Lancet
- William Landay
- Gunnard Landers
- Herman Landon
- Jane Langton
- Edwin Lanham
- Virginia Lanier
- Joe R. Lansdale
- Lawrence Lariar
- Erik Larson
- William Lashner
- Tara Laskowski
- Emma Lathen
- Jonathan Latimer
- Hilda Lawrence
- Don Lee
- Gypsy Rose Lee
- Albert Leffingwell
- Cornelius Lehane
- Dennis Lehane
- Ernest Lehman
- Donna Leon
- Elmore Leonard
- Kristen Lepionka
- John Lescroart
- Aleen Leslie
- Jonathan Lethem
- Bob Leuci
- David Levien
- Ira Levin
- Meyer Levin
- Paul J. Levine
- Richard Levinson
- Iain Levison
- Michael Z. Lewin
- Herbert Lieberman
- Francie Lin
- Natalie Sumner Lincoln
- Paul Lindsay
- Elizabeth Linington
- William Link
- Laura Lippman
- Eleazar Lipsky
- David Liss
- Constance et Gwenyth Little
- Eddie Little
- Sophie Littlefield
- Jack Livingston
- Dick Lochte
- Attica Locke
- Richard et Frances Lockridge
- Chuck Logan
- Amelia Reynolds Long
- Manning Long
- Steve Lopez
- Richard Lortz
- Jess Lourey
- Robert Ludlum
- Richard A. Lupoff
- John Lutz
- Lisa Lutz
- Dan Lynch
- Dana Lyon
- Arthur Lyons
- Frank McAuliffe
- Ed McBain
- Anne McCaffrey
- James McCahery
- Charles McCarry
- Helen McCloy
- Horace McCoy
- Sharyn McCrumb
- Johnston McCulley
- Peter McCurtin
- Gregory Mcdonald
- John D. MacDonald
- Patricia MacDonald
- Ross Macdonald
- Roman McDougald
- Adeline McElfresh
- Freida McFadden
- Michael McGarrity
- Mary McGarry Morris
- Patricia McGerr
- William P. McGivern
- T. J. MacGregor
- Slater McGurk
- Laura McHugh
- Ralph McInerny
- Helen MacInnes
- James McKimmey
- James A. McLaughlin
- James McLendon
- Charlotte MacLeod
- Ruth MacLeod
- Terris McMahan Grimes
- Neil McMahon
- Pat McMahon
- Mary McMullen
- Larry McMurtry
- Susan Elia MacNeal
- John McPartland
- Gary Madderom
- Floyd Mahannah
- George Malcom-Smith
- Arthur Maling
- Louis Malley
- G. M. Malliet
- Mia P. Manansala
- Patrick Mann
- William March
- Phillip M. Margolin
- Nick Marino
- Paul D. Marks
- David Markson
- Melba Marlett
- Dan James Marlowe
- Stephen Marlowe
- Margaret Maron
- John P. Marquand
- James E. Martin
- Lee Martin
- Robert Martin
- Francis Van Wyck Mason
- Sujata Massey
- Becky Masterman
- Whit Masterson
- Harold Q. Masur
- Francine Mathews
- Clayton Matthews
- Jason Matthews
- Patricia Matthews
- John R. Maxim
- Edith Maxwell
- Archer Mayor
- Brad Meltzer
- Joe Meno
- D.R. Meredith
- P.J. Merrill
- Lawrence Meyer
- Nicholas Meyer
- Penny Mickelbury
- Jenny Milchman
- John Miles
- Margaret Millar
- Joe Millard
- Derek B. Miller
- Jax Miller
- Wade Miller
- Megan Miranda
- Lisa Miscione
- Kirk Mitchell
- Richard Montanari
- Marcel Montecino
- Bill Moody
- Christopher Moore
- Graham Moore
- Jonathan Moore
- Richard A. Moore
- Robin Moore
- Terrie Farley Moran
- Bradford Morrow
- Caitlin Mullen
- Thomas Mullen
- Marcia Muller
- William Murray
- Reggie Nadelson
- Edmund Naughton
- Michael Nava
- Jake Needham
- Barbara Neely
- Richard Neely
- Kris Nelscott
- Fredric Neuman
- Sharan Newman
- Viet Thanh Nguyen
- Michael Niall
- Charles Nicolai
- Helen Nielsen
- Derek Nikitas
- Jim Nisbet
- Sterling Noel
- William F. Nolan
- Kay Nolte Smith
- Kem Nunn
- Dan O'Brien
- Carol O'Connell
- Jack O'Connell
- Shannon Ocork
- Jerome Odlum
- Lillian O'Donnell
- William O'Farrell
- Inez Oellrichs
- D. B. Olsen
- Samuel Ornitz
- Fulton Oursler
- Will Oursler
- Wayne D. Overholser
- Howard Owen
- Barbara Owens
- Louis Owens
- Milton K. Ozaki
- Katherine Hall Page
- Chuck Palahniuk
- Michael Palmer
- Stuart Palmer
- Gigi Pandian
- Edgar Pangborn
- Brian Panowich
- Sara Paretsky
- Barbara Parker
- Beatrice Parker
- I. J. Parker
- Robert B. Parker
- Brad Parks
- P. J. Parrish
- Sandra Parshall
- Quentin Patrick
- Lewis B. Patten
- James Patterson
- Richard North Patterson
- Eliot Pattison
- Barbara Paul
- Chris Pavone
- Rebecca Pawel
- Rachel Cosgrove Payes
- Donn Pearce
- Matthew Pearl
- Ridley Pearson
- Dave Pedneau
- George Pelecanos
- George Sessions Perry
- Thomas Perry
- Will Perry
- Elizabeth Peters
- Keith Peterson
- Gerald Petievich
- Nick Petrie
- Twist Phelan
- James Atlee Phillips
- Nancy Pickard
- Steve Pieczenik
- Robert L. Pike
- Stefanie Pintoff
- Evelyn Piper
- Edgar Allan Poe
- Donald Ray Pollock
- Zelda Popkin
- Melville Davisson Post
- Jean Potts
- Talmage Powell
- Elizabeth Powers
- Heather Graham Pozzessere
- Richard S. Prather
- Douglas Preston
- Richard Price
- Bill Pronzini
- Milton Propper
- Mario Puzo
- Ellery Queen
- Patrick Quentin
- Peter Rabe
- Lori Rader-Day
- Diana Ramsay
- Stephen Ransome
- Ron Rash
- Clayton Rawson
- Deanna Raybourn
- Cornelia Read
- Hannah Reed
- Thomas B. Reagan
- John Redgate
- John Reese
- Christopher Reich
- Kathy Reichs
- Robert Sims Reid
- Helen Reilly
- James Renner
- Louisa Revell
- William J. Reynolds
- Christopher Rice
- Craig Rice
- Emilie Richards
- John Ridley
- Shepard Rifkin
- Howard Rigsby
- Duane W. Rimel
- Mary Roberts Rinehart
- Ray Ring
- Rick Riordan
- Jack Ritchie
- Candace Robb
- Tod Robbins
- Rob Roberge
- Gillian Roberts
- John Maddox Roberts
- Lee Roberts
- Les Roberts
- Leah Ruth Robinson
- Lynda S. Robinson
- H. W. Roden
- John Roeburt
- Joel Townsley Rogers
- Edwin Rolfe
- Kelley Roos
- Mike Roscoe
- Joel Rose
- Leonard Rosen
- Richard Rosen
- Victor Rosen
- Nancy Taylor Rosenberg
- Joseph Rosenberger
- Mary Rosenblum
- David Rosenfelt
- Ivan T. Ross
- James Ross
- Kate Ross
- Robert Ross
- Sam Ross
- Robert Rossner
- Holly Roth
- Henry Rothblatt
- Rebecca Rothenberg
- Berton Roueché
- Lori Roy
- S. J. Rozan
- Jed Rubenfeld
- Greg Rucka
- Ann Rule
- Charles Runyon
- Damon Runyon
- A.-J. Russell
- Nancy Rutledge
- Hank Phillippi Ryan
- Forbes Rydell
- Robert O. Saber
- David Saint-John
- Marcus Sakey
- James Sallis
- Thomas Sanchez
- Lawrence Sanders
- John Sandford
- Lisa Sandlin
- Jonathan Santlofer
- Walter Satterthwait
- John Saul
- Beth Saulnier
- Steven Saylor
- Margaret Scherf
- Howard Schoenfeld
- Mark Schorr
- Budd Schulberg
- Theresa Schwegel
- Sandra Scoppettone
- Justin Scott
- Mansfield Scott
- Virgil Scott
- Lisa Scottoline
- Lisa See
- Mabel Seeley
- Barbara Seranella
- Joseph Shallit
- Terry Shames
- John Shannon
- Catherine Shaw
- Johnny Shaw
- Joseph Shaw
- Sidney Sheldon
- Walter J. Sheldon
- James Sherburne
- Juanita Sheridan
- Edna Sherry
- Ruth H. Shimer
- Gordon D. Shirreffs
- Irving Shulman
- Neal Shusterman
- Daniel Silva
- Elizabeth L. Silver
- Roger Simon
- Dorothy Rice Sims
- Robert B. Sinclair
- Karin Slaughter
- Henry Slesar
- Iceberg Slim
- Julie Smith
- Mark Haskell Smith
- Martin Cruz Smith
- Rosamond Smith
- Thorne Smith
- Stephen Solomita
- Walter Sorrells
- Weldon Spann
- Roy Bernard Sparkia
- Ross H. Spencer
- Julia Spencer-Fleming
- Bart Spicer
- Peter Spiegelman
- Paul Spike
- Mickey Spillane
- Erica Spindler
- Elizabeth Daniels Squire
- Dana Stabenow
- Jonathan Stagge
- Jerry Stahl
- Josh Stallings
- Les Standiford
- Kelli Stanley
- Domenic Stansberry
- Michael Stark
- Richard Stark
- Jason Starr
- Vincent Starrett
- Robert J. Steelman
- Aaron Marc Stein
- Thomas Sterling
- B.K. Stevens
- Rosemary Stevens
- Taylor Stevens
- Richard Stevenson
- Amy Stewart
- Manning Lee Stokes
- Andrew L. Stone
- Hampton Stone
- Scott C. S. Stone
- David Stout
- Rex Stout
- Susan Straight
- John Straley
- John Stephen Strange
- T. S. Stribling
- Sarah Strohmeyer
- Elizabeth Stromme
- P. G. Sturges
- James Swain
- Peter Swanson
- Glendon Swarthout
- Duane Swierczynski
- Robert Sylvester
- Hake Talbot
- Gabriel Tallent
- Marcia Talley
- Robert K. Tanenbaum
- William G. Tapply
- Art Taylor
- David C. Taylor
- Elizabeth Atwood Taylor
- Phoebe Atwood Taylor
- Samuel S. Taylor
- Darwin Teilhet
- Richard Telfair
- Joseph Teller
- Boston Teran
- Whitney Terrell
- Thomas Tessier
- Walter Tevis
- Robert Thom
- Jim Thomas
- Ross Thomas
- Tedd Thomey
- Carlene Thompson
- Jim Thompson
- Newton Thornburg
- Emily Thorne
- Roderick Thorp
- Ernest Tidyman
- Hannah Tinti
- Charles Todd
- Nick Tosches
- Tom Topor
- Lillian de la Torre
- Don Tracy
- Margaret Tracy
- P. J. Tracy
- Armitage Trail
- Robert Traver
- Lawrence Treat
- Trevanian
- Louis Trimble
- John Trinian
- Bob Truluck
- Danielle Trussoni
- Neely Tucker
- Wilson Tucker
- Scott Turow
- J. Aubrey Tyson
- Dorothy Uhnak
- Allan Ullman
- James Michael Ullman
- Lisa Unger
- Louise Ure
- Andrew Vachss
- Jonathan Valin
- S.S. Van Dine
- Hilda Van Siller
- Jack Vance
- Louis Joseph Vance
- John Verdon
- Elaine Viets
- Walter Wager
- David Wagoner
- Ayelet Waldman
- Gertrude Walker
- Mary Willis Walker
- Marilyn Wallace
- Leslie Waller
- J. H. Wallis
- Thomas Walsh
- Bryce Walton
- Joseph Wambaugh
- Penny Warner
- Paul Watkins
- Hillary Waugh
- Jack Webb
- William Rawle Weeks
- David Heska Wanbli Weiden
- Gus Weill
- Carolyn Wells
- Tobias Wells
- Richard R. Werry
- Valerie Wilson Wesley
- John Wessel
- Elliot West
- Robert Westbrook
- Donald E. Westlake
- Carolyn Weston
- Carolyn Wheat
- Lionel White
- Randy Wayne White
- Teri White
- Raoul Whitfield
  - Benjamin Whitmer
- Phyllis Whitney
- Harry Whittington
- Collin Wilcox
- Percival Wilde
- Max Wilk
- Fred Willard
- Charles Willeford
- Brad Williams
- Charles Williams
- Philip Lee Williams
- Eric Miles Williamson
- John Morgan Wilson
- David Wiltse
- Chris Wiltz
- Anne Wingate
- Ben H. Winters
- Roy Winsor
- Douglas E. Winter
- Russell R. Winterbotham
- Brian M. Wiprud
- Max Wirestone
- Susan Wolfe
- P. J. Wolfson
- Steven Womack
- Daniel Woodrell
- Paula L. Woods
- Stuart Woods
- Deborah Woodworth
- Cornell Woolrich, mieux connu en France sous son pseudonyme William Irish
- Kim Wozencraft
- M. K. Wren
- Edward Wright
- Philip Wylie
- James Yaffe
- Dave Zeltserman
- Richard Zimler
- James W. Ziskin
- Mark Richard Zubro
- Anthony E. Zuiker
- Michael Zuroy

#### Guyana
- Mike Phillips

#### Mexique
- Guillermo Arriaga
- Rafael Bernal
- Francisco Haghenbeck
- Juan Hernández Luna
- Jorge Ibargüengoitia
- Élmer Mendoza
- Antonio Ortuño
- Jorge Zepeda Patterson
- Antonio Sarabia
- Martín Solares
- Paco Ignacio Taibo II
- Gabriel Trujillo Muñoz
- Jorge Volpi

#### Nicaragua
- Sergio Ramírez

#### Pérou
- Mario Vargas Llosa

#### Uruguay
- Mercedes Rosende

## Liste d'auteurs de romans policiers par siècle

### Auteurs duXVIIIesiècle
Classement chronologique par année de naissance

### Auteurs duXIXesiècle
Classement chronologique par année de naissance
- Marie Aycard (1794-1859)
- Émile Gaboriau (1832-1873)
- Gaston Leroux (1868-1927)

### Auteurs duXXesiècle
Classement chronologique par année de naissance
- Maurice Leblanc (1864-1941)
- Gaston Leroux (1868-1927)
- William Irish (1903-1968)
- Daphne du Maurier (1907-1989)
- Robert van Gulik (1910-1967)

### Auteurs duXXIesiècle
Classement chronologique par année de naissance